# Жрновниця (Спліт)
Жрновниця (хорв. Žrnovnica) — населений пункт у Хорватії, у Сплітсько-Далматинській жупанії у складі міста Спліт.

## Населення
Населення за даними перепису 2011 року становило 3 222 осіб.
Динаміка чисельності населення поселення:

## Клімат
Середня річна температура становить 13,87 °C, середня максимальна – 27,25 °C, а середня мінімальна – 0,83 °C. Середня річна кількість опадів – 833 мм.
| Клімат поселення                              | Клімат поселення | Клімат поселення | Клімат поселення | Клімат поселення | Клімат поселення | Клімат поселення | Клімат поселення | Клімат поселення | Клімат поселення | Клімат поселення | Клімат поселення | Клімат поселення | Клімат поселення |
| Показник                                      | Січ.             | Лют.             | Бер.             | Квіт.            | Трав.            | Черв.            | Лип.             | Серп.            | Вер.             | Жовт.            | Лист.            | Груд.            |                  |
| Середній максимум, °C                         | 9,17             | 9,90             | 12,72            | 16,40            | 21,21            | 25,14            | 27,25            | 27,21            | 22,42            | 18,09            | 12,97            | 9,76             |                  |
| Середня температура, °C                       | 5,01             | 5,72             | 8,55             | 12,23            | 17,04            | 20,95            | 23,80            | 23,76            | 18,99            | 14,63            | 9,52             | 6,32             |                  |
| Середній мінімум, °C                          | 0,83             | 1,55             | 4,36             | 8,04             | 12,86            | 16,79            | 20,34            | 20,31            | 15,52            | 11,18            | 6,07             | 2,87             |                  |
| Норма опадів, мм                              | 73               | 63               | 69               | 71               | 58               | 52               | 35               | 49               | 72               | 91               | 108              | 92               |                  |
| Середньомісячна швидкість вітру, м/с          | 3.24             | 3.48             | 3.54             | 3.28             | 2.88             | 2.60             | 2.65             | 2.50             | 2.83             | 2.98             | 3.64             | 3.62             |                  |
| Середньомісячна сонячна радіація, кДж/м²·день | 5540             | 8265             | 11900            | 16365            | 20327            | 23066            | 24629            | 21716            | 16081            | 10454            | 5941             | 4696             |                  |
| --------------------------------------------- | ---------------- | ---------------- | ---------------- | ---------------- | ---------------- | ---------------- | ---------------- | ---------------- | ---------------- | ---------------- | ---------------- | ---------------- | ---------------- |
| Джерело:                                      |                  |                  |                  |                  |                  |                  |                  |                  |                  |                  |                  |                  |                  |